# Sancta Susanna

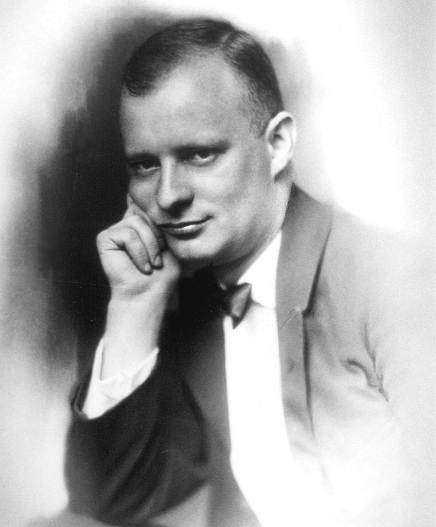
Paul Hindemith 1923.

Sancta Susanna är en opera i en akt av Paul Hindemith efter August Stramms skådespel Sancta Susanna. Ein Gesang der Mainacht. Operan uruppfördes 26 mars 1922 på Opernhaus i Frankfurt am Main.

## Historia
Stramms skådespel från 1913 lockade Hindemith till att skapa sin tredje kortopera. Efter bara två veckors arbete var operan klar den 5 februari 1921. Hindemith skrev Sancta Susanna året efter Mörder, Hoffnung der Frauen och Nusch-Nuschi, och fogade samman dem till en trilogi. Om de båda första hade väckt moralisk förargelse var det intet mot Sancta Susanna. Kontroversen som operan skapade vid premiären återspeglar den svårighet som Hindemith hade att över huvud taget få verket uppfört. Bland de många problemen fanns det att finna en kompetent och villig dirigent. Fritz Busch, som hade dirigerat de båda andra enaktarna, och som ansågs både progressiv och välvilligt inställd till Hindemiths musik, betecknade verket som obscent och vägrade att dirigera operan. Efter premiären skrev kritikern Karl Grunsky att föreställningen "betecknar ett vanhelgande av våra kulturella institutioner", och vid en föreställning i Hamburg ålades operapubliken att skriftligen lova att inte störa föreställningen. I katolska kretsar gjorde man allt för att få operan avlägsnad från spelplanen. 
Hindemith själv drog tillbaka hela trilogin 1958, och i motsats till de båda andra operorna tillät inte Hindemiths arvingar att Sancta Susanna uppfördes på många år. I slutet av 1980-talet skedde det dock konsertant på flera platser. Än idag är en uppsättning av Sancta Susanna något som emotses med förväntan och som endast några få operahus vågar sig på.
I den uppmjukade harmoniken, som är orienterad mot Debussy, ordnade Hindemith materialet runt en symmetrisk axel: ett musikaliskt korsmotiv. Vid uruppförandet ansågs verket vara så chockerande att det katolska kvinnoförbundet höll föredrag om sedlighetens bevarande. Alexander von Zemlinskys framgångsrika uppsättning i Prag 1923 ändrade inget i den avvisande hållning som publiken och kyrkan intog.

## Personer
- En gammal nunna (kontraalt)
- Syster Klementia (kontraalt)
- Susanna (sopran)
- En ung flicka (talroll)
- Hennes älskare (talroll)

## Handling
I en klosterkyrka på midsommarafton. Speltid: ca 25 minuter.

Den unga nunnan Susanna ligger försänkt i bön framför Mariaaltaret i klosterkyrkan. Syster Klementia betraktar sorgset den bedjande nunnan. Ute från gatan hörs en kvinnoröst. Det är en ung flicka som vill bikta att hon har varit tillsammans med sin älskare. Susanna talar med henne och kort därpå kommer den unge mannen och hämtar flickan. Efter en stund hörs lustfyllda skrik från det älskande paret. De båda nunnorna bevittnar sexualakten och blir mycket upprörda av vad de ser. 
Det påminner syster Klementia om hur hon samma kväll många år tidigare såg den unga nunnan Beata naken bestiga altaret, kyssa krucifixet och därefter försöka genomföra ett samlag med kristusstatyn. Som straff blev hon levande inmurad i klostermuren och altarets stora krucifix täcktes för alltid med en duk.
Plötsligt slocknar det ljus som brinner för Beata. Samtidigt faller en stor spindel från altaret ner i Susannas hår. Hon sliter av sig sitt dok, lossar sitt långa hår och tycker sig se hur en strålande mansfigur sträcker armarna mot henne. Hon klär av sig, sliter duken från kristusstatyn och kryper hänryckt intill altaret. Nunnorna samlas för att be och Susanna kräver att få bli levande inmurad i klostermuren. Nunnorna skriker "Satan!" mot henne och gör vad Susanna har bett dem om.